# Garmābdar
Garmābdar (persiska: گرمابدر) är en ort i Iran.   Den ligger i provinsen Teheran, i den norra delen av landet, 40 km nordost om huvudstaden Teheran. Garmābdar ligger 2 443 meter över havet och antalet invånare är 289.
Terrängen runt Garmābdar är bergig västerut, men österut är den kuperad. Garmābdar ligger nere i en dal.Runt Garmābdar är det glesbefolkat, med 19 invånare per kvadratkilometer. Närmaste större samhälle är Fasham, 11,4 km sydväst om Garmābdar. Trakten runt Garmābdar består i huvudsak av gräsmarker.